# Ciumăfaia, Cluj
Ciumăfaia (în maghiară Csomafája, în trad. "Copacul lui Csoma") este un sat în comuna Borșa din județul Cluj, Transilvania, România.

## Nume
Sunt posibile și alte etimologii, dată fiind existența unei buruieni otrăvitoare care crește îndeosebi pe maidane, locuri părăsite etc., denumită "ciumăfaie", "ciumăhaie", "ciuma fetei" etc. Trebuie amintit faptul că etimologia pornește de la latinescul "cyma" (ceva rotund, mugur de varză) care își schimbă sensul în abces, tumoare umflătură. Astfel, în latina vulgară "cyma" devine "ciuma". Cuvântul apare asemănător aproape în toate limbile din estul Europei cu înțelesul "ciumă". În maghiară, ciuma este fie "pestis", fie "csoma" sau "csuma". Deci, am avea "copacul (planta) ciumei" la fel cum în limba română "ciumăfaia" ar putea fi simplu "foaia (frunza) ciumei". Aceasta, deoarece este posibil ca planta să fi fost folosită ca leac împotriva simptomelor de sufocare date de ciuma pulmonară și ca un analgezic puternic pentru toate formele de ciumă.  În ce mă privește mai degrabă decât o așezare unde crește în exces ciumăfaia aș tinde să explic numele prin prisma marilor epidemii de ciumă din evul mediu transilvan. Potrivit procedurilor sanitare profilactice medievale se recurgea la părăsirea locului bolii, stabilirea într-o zonă cât mai îndepărtată, lazarete de tratament în afara cetăților, izolarea bolnavilor, incinerarea cadavrelor. Totuși este de subliniat că prima mare manifestare a epidemiei "ciuma lui Justinian" s-a manifestat între 531-580 și a atins și lumea occidentală.

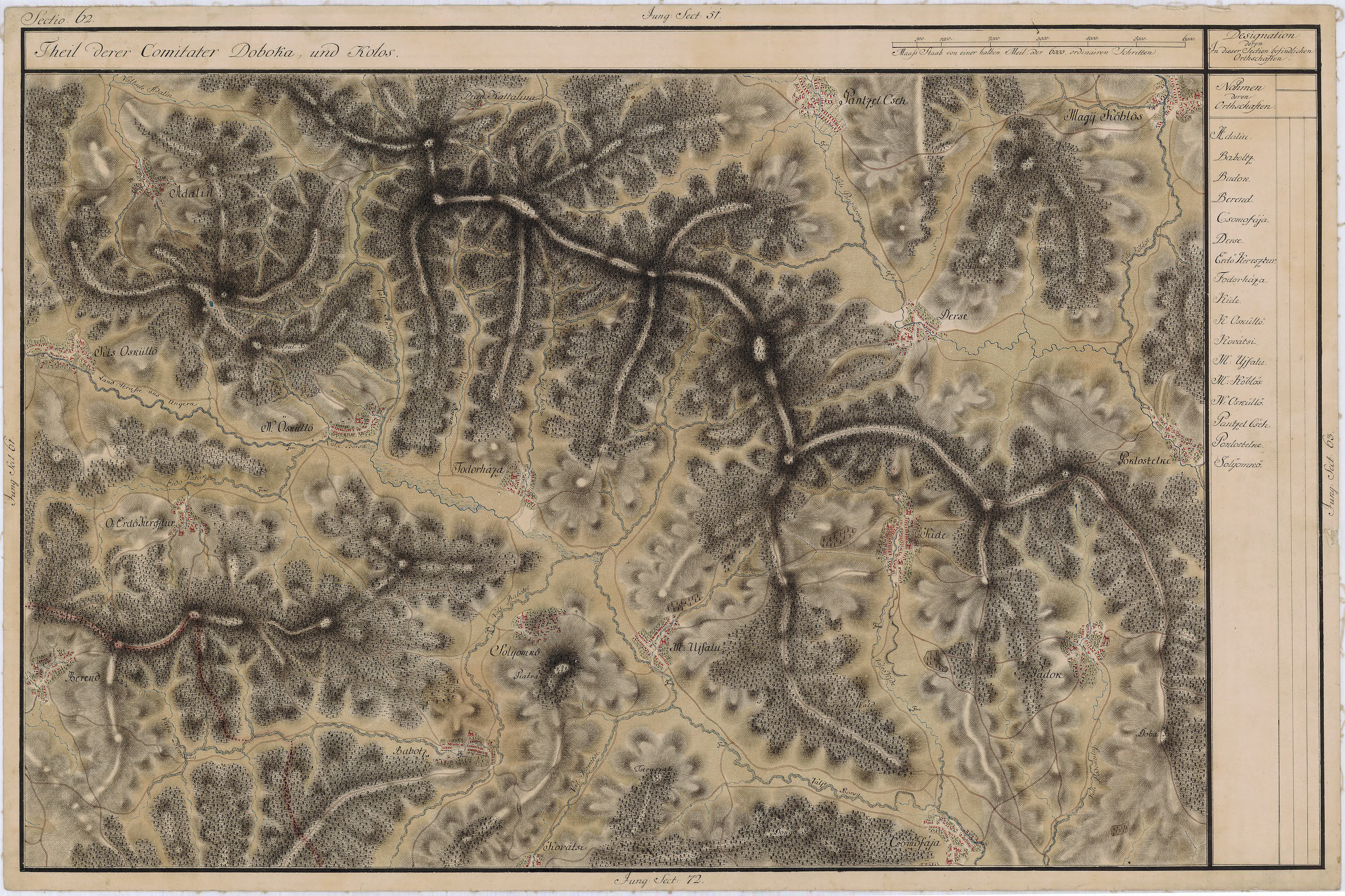
Ciumăfaia pe Harta Iosefină a Transilvaniei, 1769-1773

## Demografie
La recensământul din 1930 au fost înregistrați 528 locuitori, dintre care 393 români, 110 maghiari, 23 țigani și 2 evrei. Sub aspect confesional populația era alcătuită din 411 greco-catolici, 99 reformați, 12 romano-catolici, 4 ortodocși și 2 mozaici.

## Istorie
Veche așezare din epoca Daciei romane. În localitate a fost descoperit de A. Buday, în anul 1911, un altar votiv dedicat zeului Hercule Magusanus, o divinitate adorată în antichitate de militarii romani din Batavia (Germania). Textul spune: "Deo Invicto Herculi Magusano pro salute sua et suorum Publius Aelius Maximus a militiis votum solvit libens merito" (Zeului neînvins Hercule Magusanus pentru sănătatea sa și alor săi Publius Aelius Maximus din miliție și-a îndeplinit promisiunea așa cum se cuvine, cu bucurie). În perioada 1944-1948, Z. Szekely a descoperit și ruinele unei "villa" (proprietate rurală cu clădiri, un fel de fermă) romane care-i aparținea lui Publius Aelius Maximus. Incercările de datare se bazează pe faptul că termenul latin "militiae" a fost introdus în timpul domniei împăratului roman Septimiu Severus (193-211 e.n.). 

## Monumente istorice
- Biserica reformată

## Galerie de imagini

Biserica ortodoxă (1932)
Biserica ortodoxă (1932)
Comuna Borşa și satele componente